# Moonsadness
Moonsadness is het debuut muziekalbum van de Italiaanse muziekgroep Moongarden. Het album is verschenen onder de groepsnaam, doch Roversi is de enige die staat afgebeeld in het boekwerkje. Het album is opgenomen in Bonferraro. De productie is nogal magertjes, want er wordt af en toe vals gezongen en gespeeld. Toch is duidelijk hoorbaar waar Roversi zijn inspiratie vandaan haalt, Tony Banks van Genesis; Cremoni zit meer tegen Steve Hackett aan. Het album is anno 2009 niet meer anders dan tweedehands verkrijgbaar.

## Musici
- Simone Baldini – zang
- David Cremoni – gitaar
- Cristiano Roversi – basgitaar, keyboards
- Adolfo Bonati – slagwerk
- Christian Melli – dwarsfluit
- Giorgio Signoretti – jazzgitaar op Moonman Alone

## Composities
Alleen van Roversi en Cremoni
1. Breaking mirrors (5:57) (inclusief Moongarden-thema)
2. I miss you more (4:06)
3. Seagulls (7:50)
4. The girl and the Moonman (17:14)
  1. Prologue
  2. Dialogue
  3. The Moonman and the girl dance under the moon
  4. Close hands
  5. Moonman alone
  6. Why?
  7. A summers night
  8. Forever

## Opmerking
Tony Banks heeft ooit eens de song Mad Man Moon geschreven voor A Trick of the Tail.